# Пёстрая завирушка
Пёстрая завирушка, или персидская завирушка (лат. Prunella ocularis), — вид певчих воробьиных птиц из семейства завирушковых (Prunellidae).
Вид распространён в Армении, Азербайджане, Грузии, Индии, Иране, Ираке, Израиле, Иордании, Ливане, Пакистане, России, Сирии и Турции. Его среда обитания — открытые биотопы.
Длина тела около 16 см, размах крыльев 22 см. Окраска темнее на спине, чем на брюхе, чёрного цвета с белым воротником. Большие белые брови. Половой диморфизм не выражен.
Ищет на земле семена и мелких насекомых.
Сезон размножения длится с июня до августа. В небольших зарослях делают чашеобразные гнёзда, где откладывают 3—4 яйца.